# Synergy (Scop)
Pour les articles homonymes, voir Synergy.
Synergy est une société française de sous-traitance industrielle et administrative fondée sous statut associatif en 1982 à Pessac, en Gironde. La société est une entreprise adaptée. Depuis 2015, c'est une société coopérative et participative.

## Histoire
L'entreprise est créée en 1982 à Pessac sous statut d'Association loi 1901. Employant alors 80 % de personnes en situation de handicap, elle bénéficie alors du régime d'atelier protégé. Elle est alors spécialisée dans la sous-traitance industrielle (câblage, fabrication de cartes électroniques technologies CMS et traversants, intégration et conditionnement),.
Dans les années 2000, l'entreprise se diversifie dans la sous-traitance administrative (numérisation, saisie informatique de documents, comptabilité, gestion d’approvisionnements déportés…).
En 2005, l'entreprise est reconnue entreprise adaptée.
En 2015, l'entreprise se transforme en société coopérative et participative.